# تيم بيرك (لاعب هوكي الجليد)
تيم بيرك (بالإنجليزية: Tim Burke)‏ هو لاعب هوكي الجليد أمريكي، ولد في 29 مايو 1955 في ميلروز في الولايات المتحدة.

## وصلات خارجية
- تيم بيرك على موقع دوري الهوكي الوطني (الإنجليزية)
- تيم بيرك على موقع EliteProspects.com (الإنجليزية)
- تيم بيرك على موقع HockeyDB.com (الإنجليزية)